# Stoners Reeking Havoc
Stoners Reeking Havoc — перший міні-альбом американського реп-рок гурту Kottonmouth Kings, виданий лейблами Capitol Records і Subnoize Records 24 лютого 1998 р. як промо. Треки № 1, 3, 4 мали великий успіх і потрапили до трьох майбутніх альбомів колективу.

## Список пісень
| № | Назва                | Тривалість |
| - | -------------------- | ---------- |
| 1 | «Frontline»          | 5:30       |
| 2 | «1605 Life»          | 3:37       |
| 3 | «Roll It Up»         | 4:03       |
| 4 | «Three Horny Devils» | 4:27       |
| 5 | «Homegrown Bump»     | 4:13       |